# Heisterberg (Driedorf)
Heisterberg ist ein Ortsteil der Gemeinde Driedorf im mittelhessischen Lahn-Dill-Kreis.

## Geografie
Der Ort im Hohen Westerwald liegt etwa 14 km westlich von Herborn und 40 km nordöstlich von Montabaur. Die Entfernung nach Siegen beträgt etwa 40 km und Wetzlar 43 km. Heisterberg liegt nahe der hessischen Landesgrenze zu Rheinland-Pfalz in der Nähe des Dreiländerecks Hessen – Rheinland-Pfalz – Nordrhein-Westfalen. Die Gemarkung des Ortes hat eine Größe von 3,55 km².
Die angrenzenden Orte sind, von Norden, an der Landesgrenze, im Uhrzeigersinn beginnend die Orte: Rabenscheid, Gusternhain (beide Gemeinde Breitscheid), Driedorf, Hohenroth, Waldaubach (beide Gemeinde Driedorf). Alle Orte gehören zum Lahn-Dill-Kreis.
Heisterberg liegt im Quellbereich des Amdorfbachs, der im ca. neun Kilometer Richtung Osten entfernten Burg (Stadt Herborn) in die Dill mündet. Im Südosten der Heisterberger Gemarkung ist der Bach zum Heisterberger Weiher aufgestaut. Westlich des Ortes erhebt sich der Berg Auf der Baar (618 M ü. NN) als höchster Punkt der Gemarkung. Südlich des Orts, bereits auf der Hohenrother Gemarkung, liegt der Höllberg (643 M ü. NN).

## Geschichte

### Ortsgeschichte
Im Umfeld des Ortes finden sich mehrere Hinweise auf Besiedelung in vorgeschichtlicher Zeit.
Die älteste bekannte schriftliche Erwähnung von Heisterberg erfolgte unter dem Namen Heisterberg im Jahr 1315. Der Name ist vermutlich abgeleitet vom mittelhochdeutschen heister (junger Buchenstamm).
Heisterberg gehörte seit dem Mittelalter zum Amt und Kirchspiel Driedorf, dessen Geschichte es teilte. Nahe dem Ort verlief die Fernhandelsstraße von Köln nach Leipzig über Altenkirchen und Herborn.
In den Jahren 1707–1711 wurde der Heisterberger Weiher auf Befehl von Fürst Wilhelm V. von Nassau-Dillenburg als Fischteich aufgestaut. Die Arbeiten wurden zum Teil in Fronarbeit erbracht. Der Weiher gehörte zum herrschaftlichen Hof der Fürsten in Heisterberg.
Hessische Gebietsreform (1970–1977)
Die bis dahin selbständigen Gemeinden Heiligenborn, Heisterberg und Hohenroth wurden zum 1. Oktober 1971 im Zuge der Gebietsreform in Hessen auf freiwilliger Basis in die Gemeinde Driedorf eingegliedert.
Für alle nach Driedorf eingegliederten Gemeinden wurden Ortsbezirke mit Ortsbeirat und Ortsvorsteher nach der Hessischen Gemeindeordnung eingerichtet.

### Verwaltungsgeschichte im Überblick
Die folgende Liste zeigt im Überblick die Herrschaftsgebiete und Staaten, in denen Heisterberg lag, bzw. die Verwaltungseinheiten, denen es unterstand:
- vor 1739: Heiliges Römisches Reich, Grafschaft/Fürstentum Nassau-Dillenburg, Amt Driedorf[7]
- ab 1739: Heiliges Römisches Reich, Fürstentum Nassau-Diez, Amt Driedorf
- 1806–1813: Großherzogtum Berg, Département Sieg, Arrondissement Dillenburg, Kanton Driedorf
- 1813–1815: Fürstentum Nassau-Oranien, Amt Driedorf
- ab 1816: Herzogtum Nassau[Anm. 1], Amt Herborn
- ab 1849: Herzogtum Nassau, Kreisamt Herborn[Anm. 2]
- ab 1854: Herzogtum Nassau, Amt Herborn
- ab 1867: Norddeutscher Bund[Anm. 3], Königreich Preußen, Provinz Hessen-Nassau, Regierungsbezirk Wiesbaden, Dillkreis[Anm. 4]
- ab 1871: Deutsches Reich, Königreich Preußen, Provinz Hessen-Nassau, Regierungsbezirk Wiesbaden, Dillkreis
- ab 1918: Deutsches Reich, Freistaat Preußen, Provinz Hessen-Nassau, Regierungsbezirk Wiesbaden, Dillkreis
- ab 1932: Deutsches Reich, Freistaat Preußen, Provinz Hessen-Nassau, Regierungsbezirk Wiesbaden, Landkreis Dillenburg
- ab 1933: Deutsches Reich, Freistaat Preußen, Provinz Hessen-Nassau, Regierungsbezirk Wiesbaden, Dillkreis
- ab 1944: Deutsches Reich, Freistaat Preußen, Provinz Nassau, Dillkreis
- ab 1945: Amerikanische Besatzungszone, Groß-Hessen, Regierungsbezirk Wiesbaden, Dillkreis
- ab 1946: Amerikanische Besatzungszone, Hessen, Regierungsbezirk Wiesbaden, Dillkreis
- ab 1949: Bundesrepublik Deutschland, Hessen, Regierungsbezirk Wiesbaden, Dillkreis
- ab 1968: Bundesrepublik Deutschland, Hessen, Regierungsbezirk Darmstadt, Dillkreis
- ab 1971: Bundesrepublik Deutschland, Hessen, Regierungsbezirk Darmstadt, Dillkreis, Gemeinde Driedorf[Anm. 5]
- ab 1977: Bundesrepublik Deutschland, Hessen, Regierungsbezirk Darmstadt, Lahn-Dill-Kreis, Gemeinde Driedorf
- ab 1981: Bundesrepublik Deutschland, Hessen, Regierungsbezirk Gießen, Lahn-Dill-Kreis, Gemeinde Driedorf

### Einwohnerentwicklung
| Heisterberg: Einwohnerzahlen von 1834 bis 2020 | Heisterberg: Einwohnerzahlen von 1834 bis 2020 | Heisterberg: Einwohnerzahlen von 1834 bis 2020 | Heisterberg: Einwohnerzahlen von 1834 bis 2020 | Heisterberg: Einwohnerzahlen von 1834 bis 2020 |
| --- | ---------------------------------------------- | ---------------------------------------------- | ---------------------------------------------- | ---------------------------------------------- |
| Jahr |                                                |                                                |                                                | Einwohner                                      |
| 1834 | 1834                                           |                                                | 147                                            | 147                                            |
| 1840 | 1840                                           |                                                | 162                                            | 162                                            |
| 1846 | 1846                                           |                                                | 146                                            | 146                                            |
| 1852 | 1852                                           |                                                | 143                                            | 143                                            |
| 1858 | 1858                                           |                                                | 126                                            | 126                                            |
| 1864 | 1864                                           |                                                | 136                                            | 136                                            |
| 1871 | 1871                                           |                                                | 128                                            | 128                                            |
| 1875 | 1875                                           |                                                | 129                                            | 129                                            |
| 1885 | 1885                                           |                                                | 119                                            | 119                                            |
| 1895 | 1895                                           |                                                | 115                                            | 115                                            |
| 1905 | 1905                                           |                                                | 123                                            | 123                                            |
| 1910 | 1910                                           |                                                | 122                                            | 122                                            |
| 1925 | 1925                                           |                                                | 121                                            | 121                                            |
| 1939 | 1939                                           |                                                | 147                                            | 147                                            |
| 1946 | 1946                                           |                                                | 186                                            | 186                                            |
| 1950 | 1950                                           |                                                | 182                                            | 182                                            |
| 1956 | 1956                                           |                                                | 170                                            | 170                                            |
| 1961 | 1961                                           |                                                | 162                                            | 162                                            |
| 1967 | 1967                                           |                                                | 192                                            | 192                                            |
| 1970 | 1970                                           |                                                | 204                                            | 204                                            |
| 1977 | 1977                                           |                                                | 213                                            | 213                                            |
| 1990 | 1990                                           |                                                | ?                                              | ?                                              |
| 2003 | 2003                                           |                                                | 318                                            | 318                                            |
| 2006 | 2006                                           |                                                | 357                                            | 357                                            |
| 2011 | 2011                                           |                                                | 345                                            | 345                                            |
| 2014 | 2014                                           |                                                | 335                                            | 335                                            |
| 2017 | 2017                                           |                                                | 329                                            | 329                                            |
| 2020 | 2020                                           |                                                | 331                                            | 331                                            |
| Datenquelle: Historisches Gemeindeverzeichnis für Hessen: Die Bevölkerung der Gemeinden 1834 bis 1967. Wiesbaden: Hessisches Statistisches Landesamt, 1968. Weitere Quellen: LAGIS; nach 1970: Gemeinde Driedorf; Zensus 2011 |                                                |                                                |                                                |                                                |

### Religionszugehörigkeit
| • 1885: | 118 evangelische (= 99,16 %), ein katholischer (= 0,84 %) Einwohner |
| • 1961: | 149 evangelische (= 91,98 %), 12 katholische (= 7,41 %) Einwohner   |

## Politik
Der Ort gehört bei Wahlen zum Deutschen Bundestag zum Wahlkreis „173 Lahn-Dill“, für Wahlen zum Hessischen Landtag zum Wahlkreis „21 Lahn-Dill I“.
Mit der Gebietsreform ist die Gemeindeverwaltung auf die Gemeinde Driedorf übergegangen. Letzter Bürgermeister war Erich Stahl. Die Hauptsatzung der Gemeinde Driedorf sieht für den Ort die Bildung eines Ortsbeirats aus fünf Mitgliedern vor. Nach den Kommunalwahlen in Hessen 2021 ist Andreas Göbel Ortsvorsteher.

## Wirtschaft und Infrastruktur
Die den Ort umschließenden Höhen werden zur Gewinnung von Windenergie genutzt. Der Heisterberger Weiher wird touristisch genutzt. Hier befindet sich ein Campingplatz und das Kreisjugendheim des Lahn-Dill-Kreises. Der Ort verfügt über ein Dorfgemeinschaftshaus.

### Verkehr
Der Ort liegt an der B 255 von Herborn über Driedorf nach Montabaur und der B 414 von Driedorf nach Hachenburg. Der nächste Bahnhof der Dillstrecke befindet sich in Herborn. Es bestehen Busverbindungen nach Driedorf, Rehe und Herborn. Die Entfernung zum Flughafen Frankfurt beträgt 107 km, nach Köln/Bonn ca. 126 km. Durch Heisterberg verläuft der Westerwaldsteig ein Fernwanderweg von Herborn nach Bad Hönningen.

### Bildung
Im Ort gibt es keine Kindergärten. Der nächste befindet sich in Driedorf. Der Ort gehört zum Einzugsbereich der Westerwaldschule Driedorf, einer Grund-, Haupt- und Realschule. Weiterführende Schulen können in Herborn oder Dillenburg besucht werden.